# Bryce Nunnelly
Joshua Bryce Nunnelly (* 28. April 1998 in Cleveland, Tennessee) ist ein US-amerikanischer American-Football-Spieler auf der Position des Wide Receivers.

## Jugend und College
Nunnelly besuchte die Walker Valley High School in seiner Geburtsstadt Cleveland. Dort war er für die Mustangs als Point Guard im Basketball und als Zehnkämpfer in der Leichtathletik aktiv. In beiden Sportarten wurde er für seine Leistungen ausgezeichnet. Darüber hinaus wurde er im Football als Cornerback und Wide Receiver eingesetzt und führte dabei die Mustangs 2016 zu ihrem ersten Playoff-Sieg überhaupt.
Bereits vor seiner Senior-Saison hatte sich Nunnelly für die University of Tennessee at Chattanooga (UT-Chattanooga) entschieden, an der er sich 2017 auch einschrieb. In seinem Freshman-Jahr 2017 kam er bereits in acht Spielen zum Einsatz, spielte aber nur eine nachgeordnete Rolle. Dies änderte sich im darauffolgenden Jahr, als er mit 79 Passfängen für 1237 Yards und sieben Touchdowns in elf Spielen die zweitmeisten Receiving Yards in einer Saison der Schulgeschichte erzielte. Daraufhin wurde er in das Sophomore All-American Team sowie das All-Star Team der Southern Conference (SoCon) gewählt. Auch nach der Saison 2019 wurde er in das erste All-SoCon Team ernannt. Nunnelly hatte in seiner vierjährigen Karriere bei den Mocs neun 100-Receiving-Yards-Spiele. Für die College-Saison 2021 transferierte er an die Western Michigan University aus der Mid-American Conference (NCAA Division I FBS). Dort fing er zehn Pässe für 114 Yards in 13 Spielen. Im Januar 2022 wurde er als Receiver und Return-Spezialist zum Tropical Bowl, einem All-Star-Spiel, eingeladen.
Statistiken
| Jahr                                    | Team                     | Spiele | Receiving | Receiving | Receiving | Receiving | Receiving |
| Jahr                                    | Team                     | Spiele | Rec       | Yds       | Avg       | TD        | Lng       |
| --------------------------------------- | ------------------------ | ------ | --------- | --------- | --------- | --------- | --------- |
| NCAA Division I                         |                          |        |           |           |           |           |           |
| 2017                                    | UT-Chattanooga Mocs      | 07     | 007       | 0089      | 12,7      | 0         | 22        |
| 2018                                    | UT-Chattanooga Mocs      | 11     | 079       | 1237      | 15,7      | 07        | 89        |
| 2019                                    | UT-Chattanooga Mocs      | 12     | 057       | 0794      | 13,9      | 05        | 61        |
| 2020                                    | UT-Chattanooga Mocs      | 01     | 003       | 0028      | 09,3      | 0         | 12        |
| 2021                                    | Western Michigan Broncos | 13     | 010       | 0114      | 11,4      | 0         | 25        |
| College Gesamt                          | College Gesamt           | 44     | 156       | 2262      | 14,5      | 12        | 89        |
| Quellen: stats.ncaa.com, wmubroncos.com |                          |        |           |           |           |           |           |

## Professionelle Karriere
Bei einem Pro Day im März 2022 lief Nunnelly einen 40 Yard Dash über 4,53 Sekunden und verzeichnete einen Standweitsprung von 10'04" (≙ 314,96 cm). Im Frühling nahm er zudem an Rookie Mini Camps der Tennessee Titans und Kansas City Chiefs teil. Mitte September 2022 wurde Nunnelly von den Schwäbisch Hall Unicorns aus der GFL unter Vertrag genommen. Dort ersetzte er Jake Parker, der sich zuvor verletzt hatte. Die Unicorns befanden sich zu diesem Zeitpunkt bereits im Halbfinale der Playoffs. In zwei Spielen verzeichnete Nunnelly drei Passfänge für 71 Yards und einen Touchdown. Damit verhalf er dem Team zum Gewinn des German Bowls, dem Endspiel um die deutsche Meisterschaft.
Im Herbst 2022 nahm Nunnelly am Trainingsprogramm der NFL Alumni Academy in Texas teil. Damit verbunden war die Möglichkeit, in der Vorbereitung der XFL-Saison mit einem XFL-Team zu trainieren, um seine Fähigkeiten zu präsentieren. Am 8. Januar 2023 wurde er von den St. Louis BattleHawks in den Trainingskader aufgenommen. Fünfzehn Tage später folgte die Entlassung. Am 31. Januar 2023 gab Stuttgart Surge aus der European League of Football (ELF) die Verpflichtung von Nunnelly für die Saison 2023 bekannt. Dort spielt er erneut unter Head Coach Jordan Neuman, der ihn bereits bei den Unicorns rekrutiert hatte.

## Sonstiges
Nunnelly hat zwei Brüder, die beide am Bryan College in der Leichtathletik aktiv waren. Im Mai 2021 schloss er an der University of Tennessee at Chattanooga ein Maschinenbaustudium ab. Für seine akademischen Leistungen wurde er mehrfach ausgezeichnet, darunter qualifizierte er sich auch für die Dean’s List. 2020 war er Halbfinalist für die Campbell Trophy.